# Línia evolutiva de Sprigatito
Aquesta línia evolutiva de Pokémon inclou Sprigatito, Floragato i Meowscarada.

## Sprigatito
Sprigatito és una de les espècies que apareixen a la franquícia Pokémon. És de tipus planta i evoluciona a Floragato.
És l'inicial de tipus planta de la regió de Paldea, també és el primer Pokèmon de la novena generació.

### Etimologia
El seu nom prové de sprig (rama menuda en anglès) i gatito (gat menut en castellà).

### En els videojocs
Va fer el seu debut en el joc Pokèmon Escarlata i Púrpura, per tant va aparèixer per primera vegada en un joc el 18 de novembre de 2022, data de llançament d'aquest videojoc. És un dels primers Pokémon que podem escollir ja que perteneix a un dels tres inicials d'esta generació.
Durant el joc es pot pujar de nivell per a evolucionar-lo una vegada arriba al nivell 16.

### A l'anime
Va ser el primer Pokémon de novena generació que va aparèixer a l'anime. Ho va fer en un curt d'un minut de duració que es va emetre al final dels capítols de la serie principal.

## Floragato
Floragato és una de les espècies que apareixen a la franquícia Pokémon. És de tipus planta. Evoluciona de Sprigatito i evoluciona a Meowscarada.
És la segona evolució de la línia evolutiva de l'inicial de planta de novena generació.

## Meowscarada
Meowscarada és una de les espècies que apareixen a la franquícia Pokémon. És de tipus planta i evoluciona de Floragato.
És l'última evolució de la línia evolutiva dels inicials de tipu planta de la novena generació. En arribar a aquesta forma a més del tipus planta obté el tipus sinistre.